# ビーベスハイム・アム・ライン
ビーベスハイム・アム・ライン (ドイツ語: Biebesheim am Rhein) は、ドイツ連邦共和国ヘッセン州グロース＝ゲーラウ郡の町村（以下、本項では便宜上「町」と記述する）である。

## 地理

### 位置
ビーベスハイム・アム・ラインは、ダルムシュタットの西、ヴォルムスの北、ヘッシシェス・リート内に位置している。マンハイムおよびフランクフルト・アム・マインからそれぞれ約 50 km の距離にある。

### 隣接する市町村
ビーベスハイムは、北はシュトックシュタット・アム・ライン、東はリートシュタット、南はゲルンハイム（いずれもグロース＝ゲーラウ郡）、西はライン川を挟んでハム・アム・ライン、アイヒ、ギンプスハイム（いずれもアルツァイ＝ヴォルムス郡）と境を接している。

### 自治体の構成
ビーベスハイムは、同名の単一地区から成る。

## 歴史
ビーベスハイムは、12世紀のロルシュ・コデックスに初めて記録されており、エーバーバッハ修道院の 2つの史料の記述に基づいて、2009年に 800年祭を祝った。その後、この町は史料中、以下の表記で記録されている: Bubenesheim（1200頃）、Bvbensheim（1276年）、villa Buebensheim（1297年）Bubisheim（1358年）、Bibenshusen（1423年）、Byebeßheym（1493年）Bibesen（1511年）、Bobbesheim（1514年）。これらの史料から、14世紀後半には貴族と教会の所領があったことが判明している。カッツェンエルンボーゲン伯、フランケンシュタイン家、エーバーバッハ修道院、ロルシュ修道院、ハイリゲンベルク修道院、マインツ聖堂参事会および施療院が領主として記録されている。1587年には土地領主としてヘッセン方伯、マインツ聖堂参事会、マインツの聖カタリナ施療院およびホーフハイム施療院が挙げられている。
ビーベスハイムの北には、8世紀末に初めて記録され1200年頃に放棄された廃村ロッホハイムがあった。
1982年にヘッシシェス・イドゥストリーミュル GmbH、現在の HIM GmbH が特殊塵芥焼却施設を建設した。1986年5月6日にこの施設は可燃性ガスと空気の混合物による爆破事故を起こした。その損失は少なくとも 100万ドイツマルクに及んだ。

### 行政と司法
1806年、ナポレオンの圧力下でヘッセン大公国が創設された。1816年にプロヴィンツ・シュタルケンブルクが設けられ、ビーベスハイムは、その下位組織であるアムト・ドルンベルクに1820年まで属した。1821年にヘッセン大公国にラントベツィルク制度が導入され、この町はラントラーツベツィルク・ドルンベルクに編入された。1832年にラントラーツベツィルクの統廃合が行われ、郡制度が採用された。これによりビーベスハイムはグロース＝ゲーラウ郡に属すこととなった。さらに、1848年7月31日、ヘッセン大公国のプロヴィンツ、郡、ラントラーツベツィルクはに廃止され、レギールングスベツィルクが置かれた。しかし、早くも1852年5月12日に再び元に戻された。この間の1848年から1852年までビーベスハイムはレギールングスベツィルク・ダルムシュタットに属し、その後グロース＝ゲーラウ郡に戻された。その後現在に至るまでの行政改革でもこの町の所属は変わっていない。1938年の地域再編によりヘッセンのシュタルケンブルク、ラインヘッセン、オーバーヘッセンの 3つのプロヴィンツが廃止された。
司法上は、1821年から1839年までグロースゲーラウ地方裁判所、1839年からは新たに設立されたゲルンスハイム地方裁判所、1879年以後はこれを引き継いだゲルンスハイム区裁判所がこの街を管轄した。1934年にこの区裁判所が廃止された後は、グロース＝ゲーラウ区裁判所がビーベスハイムを管轄することとなった。

## 宗教

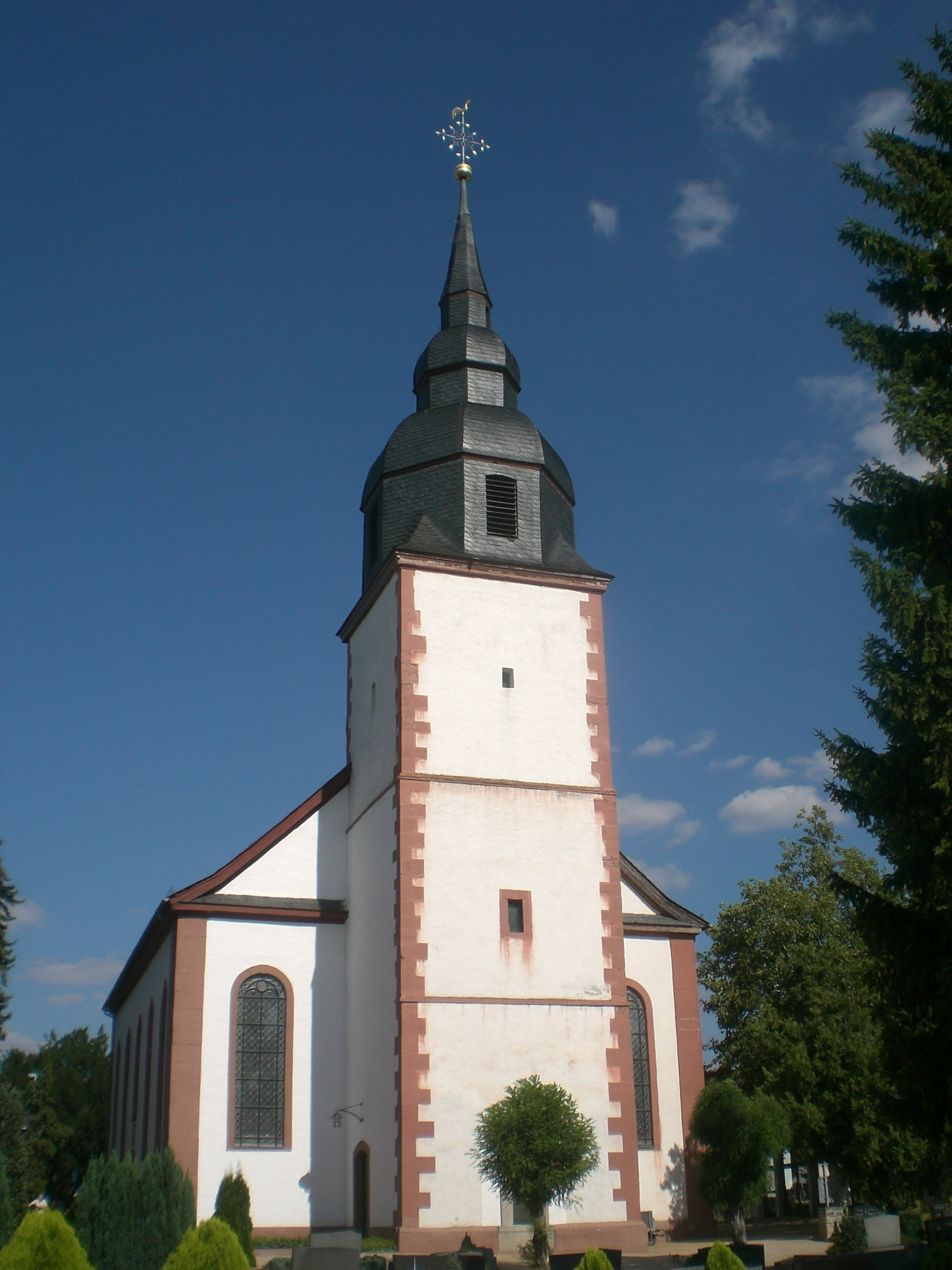
ビーベスハイムのプロテスタント教会

教会の存在を示す最も古い証拠は、1210年に「ecclesia」（教会または信徒集会）と記録された文書である。守護聖人として、聖ニコライ、聖アンナ、聖セバスチャン、聖カタリナ、聖ペテロ、聖エラスムスがそれぞれの祭壇に祀られていたことが記されている。1210年には教会保護権はエーバーバッハ修道院が有していた。ヴォルフスケール家は1356年に教会保護権をカッツェンエルンボーゲン伯に売却した。しかし、1361年には再びそれを所有していた記録がある。1404年には 2人の保護権所有者が記録されている: 2/3をヴォルフスケール家が、残り 1/3 をカッツェンエルンボーゲン伯が有していた。
現在のプロテスタント教会は、おそらく、ヴォルフスケール家によって建設され、同家がその収入や聖職者の任命権を長期にわたって保持していた。1635年に宗教改革が敢行された後、この組織はプロテスタント教区に置き換えられ、助任司祭区は廃止された。三十年戦争の際、1635年8月5日に皇帝軍がこの村を焼き討ちし、教会は基礎壁に至るまで焼失した。1665年5月15日になってやっと新しい教会が再び献堂された。この同じ場所に現存する教会は、1773年11月7日に開かれたバロック建築である。
カトリックの教区聖マリア・ゴレッティはビーベスハイムとシュトックシュタット・アム・ラインの 2つの町を包含し、第二次世界大戦後に難民や移民によって組織された。この組織は、セイマリア・ゴレッティ教会と聖マリア － ケーニギン・デス・フリーデンス教会の 2つの教会を建設した。
教会運営上、カトリック教会はマインツ司教区のリュッセルスハイム首席司祭区に、プロテスタントはヘッセンおよびナッサウ福音教会のリート監督官区に属している。

## 行政

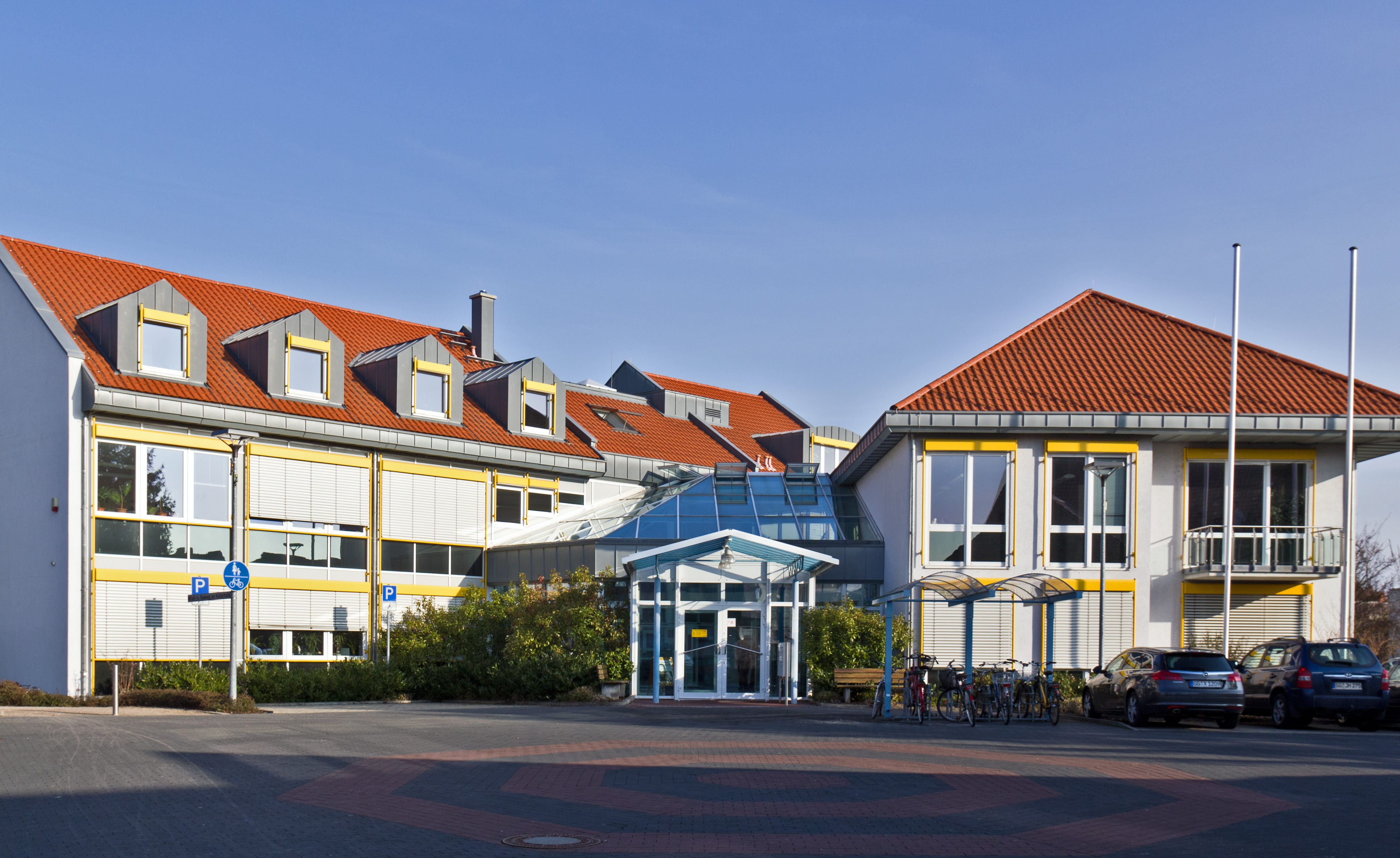
ビーベスハイムの町役場

### 議会
ビーベスハイム・アム・ラインの町議会は、31議席からなる

### 首長
トーマス・シェル (SPD) は、2011年9月4日の選挙で 88.2 % の票を獲得し再選された

### 紋章
図柄: 赤地に銀の蹄鉄。
1926年にヘッセン人民国内務省によって認可されたこの紋章は、グロース＝ゲーラウ出身のヴィルヘルム・ヘルマン・ディールによってデザインされたものである。その意匠は、1546年の古い裁判印に基づいている。これは、おそらく1401年に造営されたカッツェンエルンボーゲン伯領最大の馬飼育場に由来する。

### 姉妹自治体
- ロミリー＝シュル＝アンデル（フランス、ウール県）1971年
- パーロ・デル・コッレ（イタリア、プッリャ州）1986年

## 経済と社会資本

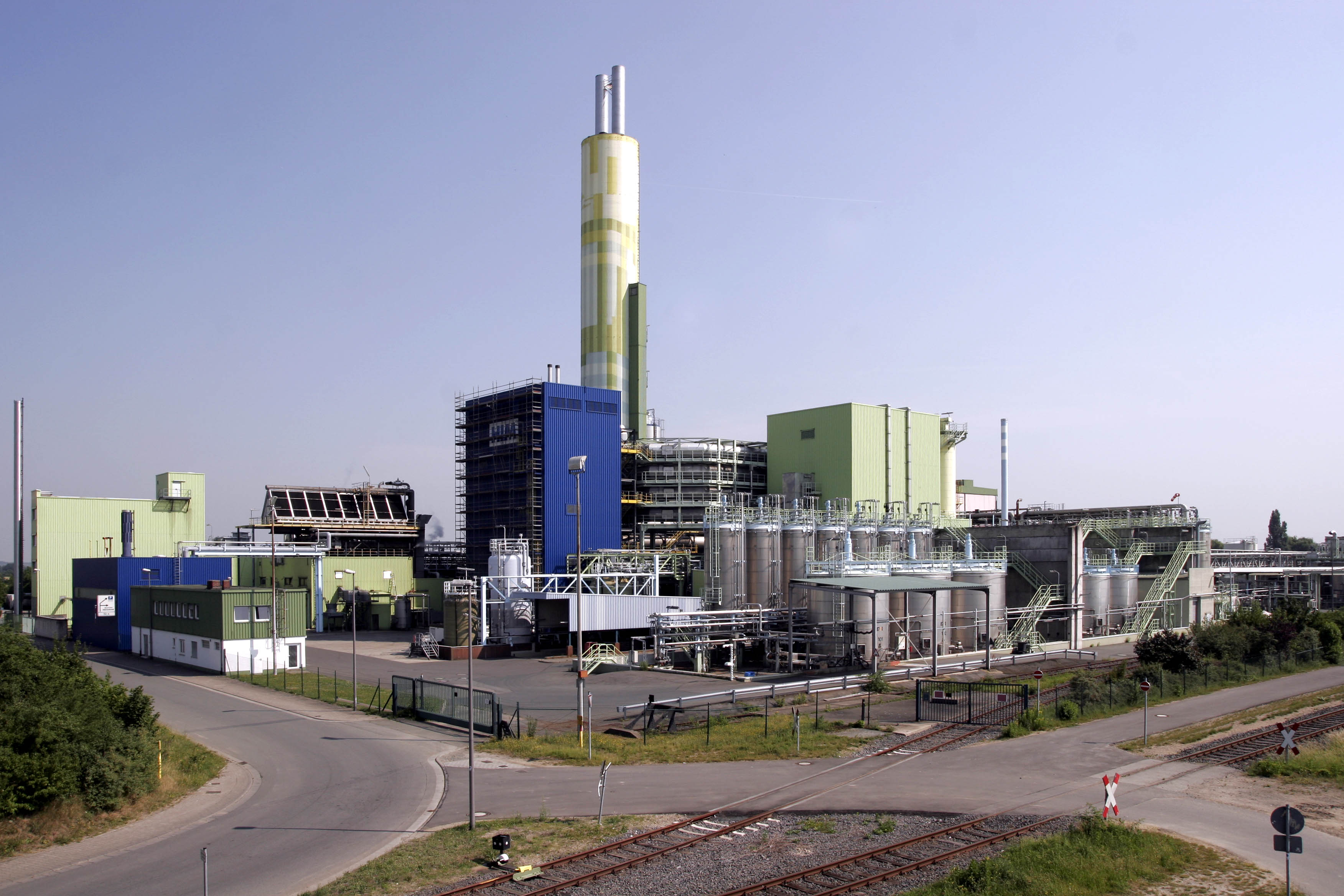
HIM GmbH

### 地元企業
- HIM GmbH、ヘッセン州の毒物および産業廃棄物の中央処理センターと本社をこの町に置いている。
- Nalco、化学工場
- ヘッシシェス・リート水利連盟の本部
- アルファ・インダストリアル、フレゼニウス・メディカル・ケアの世界向け配送センター

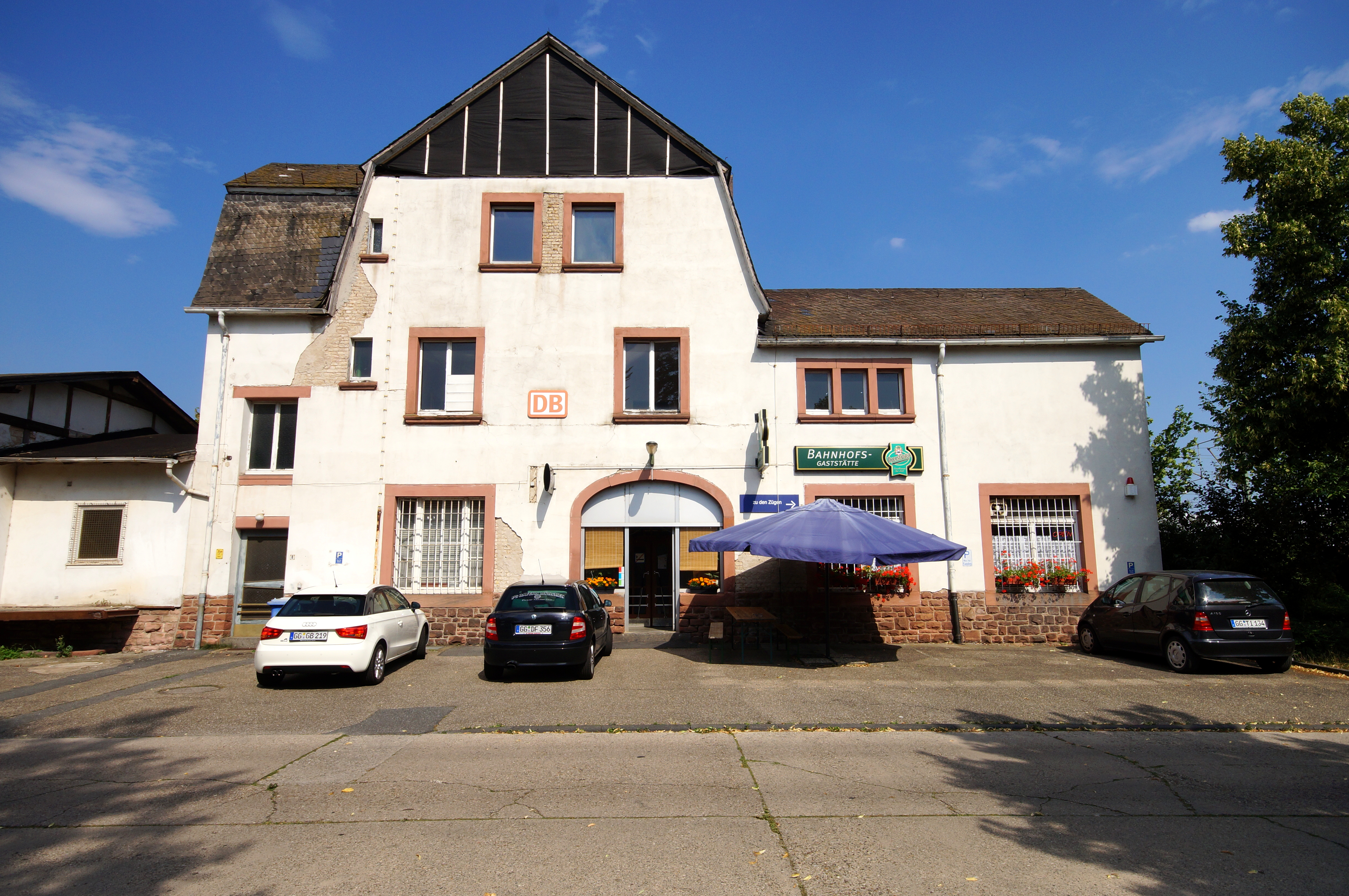
ビーベスハイムの駅舎

### 交通
ビーベスハイムにはリート鉄道の駅がある。また、ダルムシュタット行きのバス路線も運行している。

## 文化と見所

### 文化
- とても広々としたラインハレは屋内スポーツ用施設であるが、文化イベントや産業展にも利用されている。
- これに隣接したアウクティオンハレ（オークションホール）では、様々な種類の家畜オークションの他にディスコパーティーや自動車ショーが行われる。最大 800人のゲストを収容できる。
- 町の真ん中にある文化ホールはビーベスハイムの文化イベントに利用されているが、プライベートのイベントも予約可能である。

### 見所
ビーベスハイムの北に接して、ライン川とアルトラインに囲まれた沼沢・緑地のキューコプフ＝クノブロッホスアウエ欧州保護区がある。また、ここは広く知られた鳥獣保護区である。ビーベスハイム郷土博物館には、農業、手工業、商業の展示スペースや大型農業機械の倉庫がある。見所は先史時代、古代分野である。ここには、2つのハイライト展示品がある: トゥニカとトガを身につけたローマ時代の男性の肖像「ビーベスハイマー・トーガトゥス」と青銅器時代後期のヘルメットである。
町の景観を決定づけているのはビーベスハイム・アム・ラインのプロテスタント教会である。

## 引用
1. ↑  Hessisches Statistisches Landesamt: Bevölkerung in Hessen am 31.12.2023 (Landkreise, kreisfreie Städte und Gemeinden, Einwohnerzahlen auf Grundlage des Zensus 2011)]
2. 1 2 3 4 5  Historisches Ortslexikon - Biebesheim, Landesgeschichtliches Informationssytem (LAGIS) Hessen
3. ↑  Biebesheim am Rhein - Evangelische Kirchengemeinde（2013年5月19日 閲覧）
4. ↑  2011年3月27日の町議会議員選挙結果、ヘッセン州統計局（2013年5月19日 閲覧）
5. ↑  ビーベスハイム・アム・ラインの町長選挙結果、ヘッセン州統計局（2013年5月19日 閲覧）